# Portia schultzi
Portia schultzi es una especie de araña saltadora que se distribuye desde Sudáfrica en el sur hasta Kenia en el norte, y también se encuentra en África occidental y Madagascar. En esta especie, que es ligeramente más pequeña que otras especies del género Portia, el cuerpo de las hembras mide de 5 a 7 mm de longitud, mientras que el de los machos mide de 4 a 6 mm. Los caparazones de ambos sexos son marrón anaranjado con moteado marrón oscuro, y están cubiertos de pelos marrón oscuro y blanquecinos por toda la superficie. Los machos tienen mechones blancos en los torácicos y una ancha banda blanca sobre la base de las patas, y estas características son menos llamativas en las hembras. Ambos sexos tienen penachos de color naranja a naranja oscuro por encima de los ojos, que están bordeados de pelos de color naranja pálido. El abdomen de los machos es de color amarillo anaranjado a marrón anaranjado con moteado negruzco, y en los lados superiores hay pelos negros y naranja claro, y nueve mechones blancos. Los de las hembras son amarillo pálido y tienen marcas negras con pelos dispersos blancos y marrón anaranjado en la parte superior.  P. schultzi tiene patas relativamente más largas que otras Portia, y un andar como "deambulando".
Mientras que la mayoría de las arañas saltadoras enfocan con precisión hasta unos 75 cm (30 pulgadas) de distancia, P. schultzi responde a un máximo de unos 10 cm (3,9 pulgadas) con buena luz, e ignora todo con luz muy tenue. Como presas, P. schultzi prefiere las arañas de telaraña, después las arañas saltarinas y, por último, los insectos. Las hembras de P. schultzi y otras especies de Portia construyen "telarañas de captura" para atrapar a sus presas, y a menudo unen sus propias telarañas a las de las arañas basadas en telarañas para atrapar a las otras arañas o a sus presas.
Si una hembra de P. schultzi es madura, un macho de P. schultzi intentará copular con ella, o cohabitará con una hembra subadulta y copulará mientras está mudando. Suelen aparearse en una telaraña o en un arrastre hecho por la hembra, y P. schultzi suele copular durante unos 100 segundos, mientras que otros del género pueden tardar varios minutos o incluso varias horas. Las hembras intentan matar y comerse a sus compañeros durante o después de la cópula, y las hembras subadultas imitan a las hembras adultas para atraer a los machos como presa. Las contiendas entre hembras de Portia son violentas, y los abrazos en P. schultzi suelen durar entre 20 y 60 segundos. A veces, una hembra golpea a la otra en la espalda y la otra puede morir y ser devorada si no se endereza rápidamente y huye. Cuando cazan, las hembras maduras de P. schultzi emiten señales olfativas que reducen el riesgo de que otras hembras, machos o juveniles de la misma especie puedan disputarse la misma presa.

## Estructura corporal y aspecto
El cuerpo de las hembras de P. schultzis mide de 5 a 7 mm de largo (más pequeño que el de otras especies de Portia), mientras que el de los machos mide de 4 a 6 mm. Los caparazones de ambos sexos son de color marrón anaranjado con moteado marrón oscuro, y están cubiertos de pelos marrón oscuro y blanquecinos por toda la superficie. Los machos tienen penachos blancos en el tórax y una ancha banda blanca sobre la base de las patas, y estas características son menos conspicuas en las hembras. Ambos sexos tienen penachos de color naranja a naranja oscuro sobre los ojos, que están bordeados de pelos naranja pálido. Los quelíceros de las hembras son amarillo pálido con marcas negras en los extremos, mientras que los de los machos son marrón anaranjado con marcas más oscuras, y los de ambos sexos tienen pelos naranja pálido y blanco. El abdomen de las hembras es amarillo pálido con marcas negras, y los lados superiores tienen pelos dispersos de color blanco y marrón anaranjado. El abdomen de los machos es amarillo anaranjado a marrón anaranjado con moteado negruzco, y en los lados superiores hay pelos negros y naranja claro y nueve mechones blancos. Los de las hembras son amarillo pálido y tienen marcas negras con pelos blancos y marrón anaranjados dispersos en la parte superior, pero sin penachos. Las patas de ambos sexos son inusualmente largas y delgadas y las de los machos son de color marrón anaranjado con marcas más oscuras mientras que las de las hembras son de color amarillo claro con marcas negruzcas. En ambos sexos los dos segmentos finales de cada pata no tienen otras decoraciones, pero los otros segmentos en ambos sexos tienen pelos parduscos y muchas espinas robustas, y los de los machos también tienen mechones blancos dispersos. Los palpos de ambos sexos tienen pelos amarillo pálido y flecos blancos. Todas las especies del género Portia tienen el abdomen elástico, de modo que los de ambos sexos pueden llegar a ser casi esféricos cuando están bien alimentados, y los de las hembras pueden estirarse tanto cuando producen huevos.

## Movimiento
Cuando no están cazando una presa o una pareja, las especies de Portia, incluida P. schultzi, adoptan una postura especial, denominada "postura críptica de reposo", acercando las patas al cuerpo y los palpos hacia atrás junto a los quelíceros ("mandíbulas"), lo que oculta los contornos de estos apéndices. Al caminar, la mayoría de las especies de Portia tienen un andar lento y "entrecortado" que preserva su camuflaje: hacen pausas a menudo y a intervalos irregulares, mueven las patas continuamente y los palpos de arriba abajo, moviendo cada apéndice a destiempo y variando continuamente la velocidad y el tiempo. P. schultzi usa lo que Forster y Murphy (1986) llaman una marcha "deambulando", flexionando y estirando las patas. Sugieren que las patas largas son ventajosas para moverse a través de las telarañas, y que el deambular permite a P. schultzi usar las patas largas mientras mantiene el cuerpo cerca de la superficie.

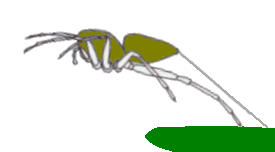
Una araña en el despegue al saltar fija una dragalina (línea de seguridad) justo antes de saltar.

Como muchas especies de arañas, una P. schultzi tiende una línea de arrastre continua de seda mientras se desplaza, y de vez en cuando ancla la línea de arrastre a una superficie con una mancha de seda pegajosa. Esto permite a la araña volver a la superficie si el animal se desplaza. Una araña a punto de saltar coloca primero un ancla de seda pegajosa y luego tiende una línea de arrastre mientras vuela. A diferencia de la mayoría de las arañas saltadoras, las líneas de arrastre de P. schultzi se adhieren unas a otras y, cuando una P. schultzi ha tendido unas cuantas líneas a través de un hueco, las utiliza como pasarelas y las refuerza con seda adicional mientras se desplaza.
Cuando se les molesta, la mayoría salta hacia arriba unos 100 a 150 mm, a menudo desde la críptica postura de reposo, y con frecuencia sobre una amplia trayectoria. Normalmente, Portia se queda inmóvil o corre unos 100 mm y luego se queda inmóvil.

## Sentidos

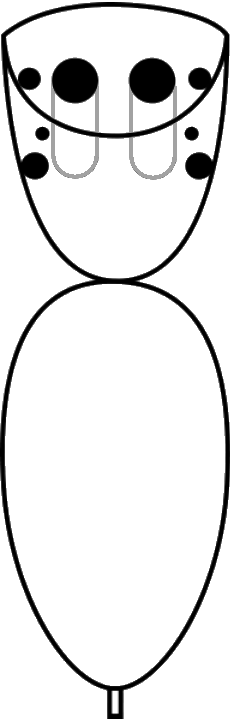
Cefalotórax y patrón ocular "cuadrado" de arañas saltadoras

Aunque otras arañas también pueden saltar, las salticidas, incluida P. schultzi, tienen una visión significativamente mejor que otras arañas y sus ojos principales son más agudos a la luz del día que los de un gato y 10 veces más agudos que los de una libélula. Las arañas saltadoras tienen ocho ojos, los dos grandes en posición central y frontal (los ojos anteriomedianos, también llamados "ojos principales") alojados en tubos en la cabeza y que proporcionan una visión aguda. Los otros seis son ojos secundarios, situados a los lados del caparazón y que actúan principalmente como detectores de movimiento En la mayoría de las arañas saltadoras, el par central de ojos secundarios es muy pequeño y no tiene función conocida, pero los de Portia son relativamente grandes y funcionan tan bien como los de los otros ojos secundarios. Los ojos principales de las arañas saltadoras pueden ver desde el rojo hasta el ultravioleta.
En la mayoría de las arañas saltadoras, los ojos principales enfocan con precisión un objeto situado hasta unos 75 cm de distancia. Sin embargo, P. schultzi no reacciona en absoluto a los objetivos cuando la luz es inferior a 100 lux. Entre 100 y 500 lux, detecta y se acerca al objetivo a distancias de hasta 6 cm, de 500 lux a 1500 lux, su distancia de respuesta aumenta gradualmente hasta un máximo de unos 10 cm, y la luz más intensa no provoca ningún aumento en la distancia de respuesta. A modo de comparación, Trite auricoma gira hacia un movimiento a una distancia de hasta 75 cm y se acerca a los objetivos desde unos 20 cm. Quizá P. schultzi gane poco al ser alertada de objetivos a distancia porque esta araña se mueve tan lentamente que es muy improbable que alcance un objetivo más distante a tiempo para atraparlo.
Como todas las arañas saltadoras, P. schultzi sólo puede abarcar un pequeño campo visual a la vez, la que la parte más aguda de un ojo principal puede ver todo un círculo de hasta 12 milímetros de ancho a 20 centímetros de distancia, o de hasta 18 milímetros de ancho a 30 centímetros de distancia

Una araña Portia tarda un tiempo relativamente largo en ver objetos, posiblemente porque obtener una buena imagen de unos ojos tan diminutos es un proceso complejo y necesita mucho escaneo.

Esto hace que una Portia sea vulnerable a depredadores mucho más grandes, como pájaros, ranas y mantis, a los que a menudo no puede identificar debido al tamaño del otro depredador.
Las arañas, al igual que otros artrópodos, tienen sensores, a menudo setas (cerdas) modificadas, para el olfato, el gusto, el tacto y la vibración que sobresalen a través de su cutícula ("piel").A diferencia de los insectos, las arañas y otros quelicerados no tienen antenas.Una Portia puede sentir las vibraciones de las superficies y utilizarlas para aparearse y cazar a otras arañas en la oscuridad total. Puede utilizar "olores" aéreos y superficiales para detectar presas con las que se encuentra a menudo, para identificar miembros de la misma especie, para reconocer a miembros familiares y para determinar el sexo de otro miembro de la misma especie.

## Tácticas de caza

### Tácticas utilizadas por la mayoría de las arañas saltadoras y por la mayoría del género Portia
Los miembros del género Portia tienen tácticas de caza tan versátiles y adaptables como las de un león.Todos los miembros de Portia tienen tácticas instintivas para sus presas más comunes, pero pueden improvisar por ensayo y error contra presas desconocidas o en situaciones desconocidas, y luego recordar el nuevo enfoque. También pueden dar rodeos para encontrar el mejor ángulo de ataque contra presas peligrosas, incluso cuando el mejor rodeo la saca del contacto visual con la presa, y a veces la ruta planeada la lleva a descender en rápel por un hilo de seda y morder a la presa por detrás. Estos desvíos pueden durar hasta una hora, y suele elegir la mejor ruta aunque tenga que pasar por una ruta incorrecta. Si una araña Portia comete un error mientras caza a otra araña, ella misma puede resultar muerta.
Mientras que la mayoría de las arañas saltadoras se alimentan principalmente de insectos y mediante la caza activa, las hembras de Portia también construyen telarañas para atrapar directamente a sus presas. Estas "telarañas de captura" tienen forma de embudo y son más anchas en la parte superior y tienen un volumen de unos 4.000 cm3 La telaraña se construye inicialmente en unas 2 horas, y luego se hace gradualmente más fuerte. Una araña Portia a menudo une su propia telaraña a la de una araña no salticida. Cuando no está unida a la de otra araña, la telaraña de captura de una hembra de P. schultzi puede estar suspendida de bases rígidas como ramas y rocas, o de bases flexibles como tallos de arbustos. Los machos de Portia no construyen telarañas de captura.
Las portias cazan en todo tipo de telarañas, mientras que otras arañas cursoras generalmente tienen dificultades para moverse en las telarañas, y a las arañas constructoras de telarañas les resulta difícil moverse en telarañas distintas a las que ellas construyen. Cuando la telaraña es escasa, una Portia utilizará el "sondeo rotatorio", en el que mueve una pata libre hasta que encuentra un hilo. Cuando caza en la tela de otra araña, los movimientos lentos y entrecortados de la Portia y las aletas de sus patas la asemejan a detritus de hojas atrapados en la tela y arrastrados por la brisa. P. schultzi y algunas otras Portias utilizan las brisas y otras perturbaciones como "cortinas de humo" en las que estos depredadores pueden acercarse a las arañas de tela más rápidamente, y volver a un acercamiento más cauteloso cuando la perturbación desaparece. Unas pocas arañas de telaraña huyen lejos cuando sienten el andar no rítmico de una Portia entrando en la telaraña - una reacción que Wilcox y Jackson llaman "pánico de Portia".
Si un insecto grande está forcejeando en una telaraña, Portia no suele cogerlo, sino que espera hasta un día hasta que el insecto deja de forcejear, aunque la presa esté completamente atascada. Cuando un insecto atascado en una tela propiedad de P. schultzi, P. labiata o cualquier variante regional de P. fimbriata, y junto a la tela de una araña telarañera, la araña telarañera a veces entra en la tela de Portia′s, y la Portia persigue y atrapa a la araña telarañera.
Las telas de araña de las que se alimentan las Portias a veces contienen insectos muertos y otros artrópodos no comidos o parcialmente comidos. P. schultzi y algunas otras Portias como P. fimbriata (en Queensland) y P. labiata a veces hurgan en estos cadáveres si no están obviamente descompuestos.
Una Portia suele tardar de 3 a 5 minutos en perseguir a su presa, pero algunas persecuciones pueden durar mucho más, y en casos extremos cerca de 10 horas cuando persigue a una araña con telaraña.
Todas las Portias comen huevos de otras arañas, incluyendo huevos de su propia especie y de otras arañas cursoras, y pueden extraer huevos de estuches que van desde los endebles de Pholcus hasta los duros y empapelados de Philoponella. Mientras que sólo P. fimbriata (en Queensland) captura arañas cursi en sus nidos, todas las Portias roban huevos de nidos vacíos de arañas cursi.
El veneno de las Portias es inusualmente potente contra las arañas. Cuando una Portia apuñala a una araña pequeña o mediana (hasta el peso de la Portia), incluida otra Portia, la presa suele huir entre 100 y 200 milímetros, entra en convulsiones, se paraliza al cabo de 10 a 30 segundos y sigue convulsionando entre 10 segundos y 4 minutos. Portia se acerca lentamente a la presa y la coge. Por lo general, Portia necesita infligir hasta 15 puñaladas para inmovilizar por completo a una araña más grande (de 1,5 a 2 veces el peso de Portia), y después Portia puede esperar de 20 a 200 milímetros de distancia durante 15 a 30 minutos antes de apoderarse de la presa. Los insectos no suelen ser inmovilizados tan rápidamente, sino que continúan luchando, a veces durante varios minutos. Si Portia no puede hacer más contacto, todos los tipos de presa suelen recuperarse, realizando movimientos lentos varios minutos después del apuñalamiento, pero a menudo no empiezan a moverse con normalidad hasta pasada una hora.
Ocasionalmente una Portia muere o es herida mientras persigue presas de hasta el doble del tamaño de Portia.  En pruebas, P. schultzi muere en el 1,7% de las persecuciones y resulta herida pero no muerta en el 5,3%, P. labiata muere en el 2,1% y resulta herida pero no muerta en el 3,9%, y P. fimbriata en Queensland muere en el 0,06% de sus persecuciones y resulta herida pero no muerta en otro 0,06%. La piel especialmente dura de la Portia suele evitar las heridas, incluso cuando su cuerpo queda atrapado entre los colmillos de la otra araña. Cuando se lesiona, la Portia sangra y a veces pierde una o más patas. Los palpos y patas de las arañas se rompen fácilmente cuando son atacadas, los palpos y patas de Portia se rompen con excepcional facilidad, lo que puede ser un mecanismo de defensa, y a menudo se ven Portias a las que les faltan patas o palpos, mientras que a otros salticidos del mismo hábitat no les faltan patas o palpos.

### Tácticas utilizadas por Portia schultzi
Todas las estadísticas de rendimiento resumen el resultado de pruebas en un laboratorio, utilizando especímenes cautivos. La siguiente tabla muestra el rendimiento de caza de las hembras adultas. Además de P. schultzi, la tabla muestra a modo de comparación el rendimiento de caza de P. africana, P. labiata y tres variantes regionales de P. fimbriata.
| Presa          | Rendimiento                      | P. schultzi | P. africana | P. labiata | P. fimbriata (Q) | P. fimbriata (NT) | P. fimbriata (SL) |
| -------------- | -------------------------------- | ----------- | ----------- | ---------- | ---------------- | ----------------- | ----------------- |
| Salticida      | Tendencia a perseguir presas     | 58%         | 77%         | 63%        | 87%              | 50%               | 94%               |
| Salticida      | Eficacia en la captura de presas | 36%         | 29%         | 40%        | 93%              | 10%               | 45%               |
| Araña tejedora | Tendencia a perseguir presas     | 84%         | 74%         | 83%        | 91%              | 94%               | 64%               |
| Araña tejedora | Eficacia en la captura de presas | 72%         | 65%         | 79%        | 92%              | 81%               | 83%               |
| Insecto        | Tendencia a perseguir presas     | 52%         | 48%         | 35%        | 27%              | 30%               | 43%               |
| Insecto        | Eficacia en la captura de presas | 69%         | 67%         | 71%        | 41%              | 83%               | 78%               |

Notas sobre esta tabla:
- "Tendencia a perseguir presas" es el porcentaje de pruebas en las que el sujeto persigue a la presa potencial, y una persecución comienza cuando la Portia se acerca a la presa o sacude la telaraña de la presa
- "Eficacia en la captura de presas" es el porcentaje de persecuciones en las que el sujeto captura la presa.
- En este análisis se utilizaron especímenes de P. schultzi de Kenia.
- "(Q)", "(NT)" y "(SL)" identifican a P. fimbriatas de Queensland, Territorio del Norte y Sri Lanka.
- Las presas utilizadas fueron: arañas saltadoras no especificadas; arañas amaurobias y teridídeas con telaraña; y moscas domésticas.

Para descansar, todas las Portias tejen una telaraña horizontal cuyo diámetro es aproximadamente el doble de la longitud del cuerpo de la araña y se suspende sólo de 1 a 4 milímetros por debajo de una hoja. P. schultzi vuelve a su plataforma de descanso por la noche. Mientras comía una presa al anochecer y sin ninguna plataforma cerca, una P. schultzi construyó una plataforma de seda mientras sujetaba la presa, y luego siguió comiendo.
P. schultzi no responde a la presa si la luz es inferior a 100 lux (como en un restaurante con iluminación artificial tenue), pero responde a la presa a distancias de 6 a 10 centímetros a medida que aumenta el nivel de luz. Una prueba sugirió que la caza de P. schultzi′s es estimulada sólo por la visión, ya que las presas cercanas pero ocultas no provocaban respuesta. Una comprobación preliminar mostró que los señuelos obtenían las mismas respuestas de P. schultzi que las presas vivas, y luego pruebas más detalladas con los señuelos mostraron que: si el objetivo se movía erráticamente, P. schultzi no lo perseguía; si el objetivo estaba totalmente inmóvil, la araña se acercaba muy lentamente (entre 5 y 100 milímetros por minuto), con pausas muy largas en las etapas finales, y la secuencia no se completaba en el 43% de los casos; si el señuelo se agitaba en el mismo punto, P. schultzi se acercaba mucho más rápido y la secuencia casi siempre se completaba; si se tiraba del señuelo directamente lejos de P. schultzi, la araña lo seguía, y más rápido si se tiraba del señuelo, hasta un límite (P. schultzi generalmente se mueve muy despacio)
Una hembra de P. schultzi persigue más a menudo pequeñas arañas saltadoras y arañas de tela que presas más grandes. Aunque captura más a menudo arañas saltadoras pequeñas que grandes, es igual de eficaz con todos los tamaños de arañas de tela de hasta el doble del tamaño de P. schultzi. Una hembra de P. schultzi es efectiva contra insectos de hasta el doble del tamaño de P. schultzi cuando el insecto está atrapado en una telaraña no salticida, y contra insectos que no están en telarañas y hasta el tamaño de P. schultzi, mientras que P. schultzi rara vez persigue o captura un insecto más grande al aire libre. Una hembra de P. schultzi rara vez persigue o captura un insecto más grande en su propia telaraña, y es ligeramente menos eficaz contra insectos más pequeños en la telaraña de P. schultzi que en otras situaciones. Los machos son menos eficaces en todos los casos.
Una prueba realizada en 1997 demostró que las preferencias de P. schultzi′ por diferentes tipos de presas son del orden: arañas de telaraña; arañas saltadoras; e insectos. Estas preferencias se aplican tanto a presas vivas como a señuelos inmóviles, y a especímenes de P. schultzi sin presa durante 7 días ("bien alimentados") y sin presa durante 14 días ("hambrientos"). Los especímenes de P. schultzi sin presa durante 21 días ("extra-hambre") no mostraron preferencia por los distintos tipos de presa. La prueba incluyó como presas varias especies de arañas de tela y arañas saltadoras, y la selección de las especies presa no mostró indicios de afectar a los resultados. Los insectos estuvieron representados por la mosca doméstica Musca domestica.
En una prueba, las crías de araña P. schultzi tomaron Drosophila ("moscas de la fruta") casi tan a menudo como las arañas. P. schultzi se retira de los vuelos repentinos de las moscas domésticas que se encuentran al aire libre, pero a veces coge moscas enredadas en una tela. Fuera de su telaraña, P. schultzi raramente captura thomísidos (depredadores que no se sientan y esperan en la telaraña, normalmente de menos de 13 milímetros de longitud) al aire libre, ya que los thomísidos a menudo agitan sus patas delanteras cuando se ven amenazados.
Si una araña camina bajo la telaraña de captura de una hembra de P. schultzi y la distancia vertical es inferior a 8 centímetros, la P. schultzi suele caer sobre la presa demasiado rápido para que el ojo humano pueda seguirla. Si la P. schultzi falla, vuelve rápidamente por su línea de seguridad a su punto de observación y busca otra oportunidad, y rara vez falla la segunda vez. La mayoría de las gotas cubren de dos a cuatro centímetros, ya que las gotas más largas suelen estar obstruidas por la telaraña.
Cuando caza una araña de tela en la tela de su presa, una P. schultzi camina muy lentamente hacia la presa y luego, cuando está a dos o tres centímetros de distancia, hace una pausa durante algunos minutos. Durante este tiempo, la P. schultzi se estremece muy rápidamente con todo su cuerpo a intervalos regulares. En casi todos los casos, la presa permanece inmóvil. P. schultzi nunca arranca la telaraña como hace Portia fimbriata.
A diferencia de la variante de Queensland de P. frimbriata, P. schultzi no tiene tácticas especiales cuando caza otras arañas saltadoras.
Cuando cazan, las hembras maduras de P. fimbriata, P. africana, P. fimbriata, P. labiata y P. schultzi emiten señales olfativas que reducen el riesgo de que otras hembras, machos o juveniles de la misma especie puedan disputarse la misma presa. El efecto inhibe el mimetismo agresivo contra una araña presa incluso si ésta es visible, y también si la presa está habitando cualquier parte de una telaraña. Si una hembra de una de estas Portias huele a un macho de la misma especie, la hembra estimula a los machos a cortejarse. Estas especies de Portia no muestran este comportamiento cuando reciben señales olfativas de miembros de otras especies de Portia.

## Reproducción y ciclo vital
Antes del cortejo, el macho de Portia teje una pequeña telaraña entre ramas o ramitas, se cuelga debajo y eyacula sobre ella. A continuación, empapa el semen en los depósitos de sus pedipalpos, que son más grandes que los de las hembras. Las hembras de muchas especies de arañas, incluida P. schultzi, emiten feromonas volátiles al aire, y éstas atraen generalmente a los machos a distancia.
Entre P. schultzi y algunas otras Portias, cuando los adultos de la misma especie pero de sexos opuestos se reconocen, se exhiben a una distancia de 10 a 30 centímetros. Los machos suelen esperar de 2 a 15 minutos antes de iniciar una exhibición, pero a veces una hembra la inicia primero. Las portias utilizan a veces "exhibiciones propulsivas", con las que un miembro amenaza a un rival de la misma especie y sexo, y las hembras no receptivas también amenazan a los machos de esta forma. Un despliegue propulsivo es una serie de movimientos repentinos y rápidos que incluyen golpes, embestidas, embestidas y saltos. En P. schultzi y en algunas otras especies, las contiendas entre machos suelen durar sólo de 5 a 10 segundos, y sólo sus patas hacen contacto. Las contiendas entre hembras de Portia son violentas y los abrazos en P. schultzi suelen durar de 20 a 60 segundos. En ocasiones incluyen forcejeos que a veces rompen una pata, pero lo más habitual es que el movimiento final sea una embestida. A veces una golpea a la otra en su espalda y la otra puede ser asesinada y comida si no se endereza rápidamente y huye. Si la perdedora tiene un nido, la ganadora se apodera de él y se come los huevos que haya.
Una hembra de P. schultzi que ve a un macho puede acercarse lentamente o esperar. Entonces el macho camina erguido y se exhibe agitando las patas y los palpos. Si la hembra no huye, primero realiza una exhibición propulsiva. Si el macho se mantiene firme y ella no huye ni repite la exhibición propulsiva, él se acerca y, si ella es madura, copulan. Si la hembra es subadulta (a una muda de la madurez), un macho puede cohabitar en la red de captura de la hembra. Las portias suelen aparearse en una telaraña o en un arrastre hecho por la hembra. P. schultzi suele copular durante unos 100 segundos, mientras que otros géneros pueden tardar varios minutos o incluso varias horas.
Las hembras de P. schultzi, al igual que las de P. labiata, intentan matar y comerse a sus compañeros durante o después de la cópula, retorciéndose y embistiendo. Los machos esperan a que las hembras hayan encorvado las patas, lo que hace menos probable este ataque. Los machos también intentan descolgarse de un hilo de seda para acercarse desde arriba, pero las hembras pueden maniobrar para conseguir una posición más elevada. Si la hembra se mueve lo más mínimo, el macho salta y huye.
Antes de ser lo suficientemente maduras para aparearse, las hembras de P. shultzi y también de P. labiata imitan a las hembras adultas para atraer a los machos como presa.
P. schultzi suele poner los huevos en hojas marrones muertas de unos 20 milímetros de largo, suspendidas cerca de la parte superior de su telaraña de captura, y luego cubre los huevos con una hoja de seda. Si no hay ninguna hoja muerta disponible, la hembra hará una pequeña plataforma horizontal de seda en la telaraña de captura, pondrá los huevos sobre ella y luego los cubrirá. Se ha visto a P. schultzi poniendo huevos en una hoja enrollada en una telaraña de Ischnothele karschi.
Para mudar, todas las Portias tejen una telaraña horizontal cuyo diámetro es aproximadamente el doble de la longitud del cuerpo de la araña y se suspende sólo de 1 a 4 milímetros (0,039 a 0,157 pulgadas) por debajo de una hoja. La araña está tumbada con la cabeza hacia abajo y suele deslizarse de 20 a 30 milímetros (de 0,79 a 1,18 pulgadas) durante la muda. Las portias tejen una telaraña temporal similar para descansar. Como todos los artrópodos, las arañas mudan y, tras la eclosión, la fase de vida anterior a cada muda se denomina "instar". Los distintivos penachos de los juveniles de P. schultzi aparecen en el tercer instar.
Se han encontrado exuvias de P. schultzi ("pieles" desechadas) tanto en sus propias telarañas como en las de I. karschi, lo que ha sugerido que P. schultzi muda al aire libre. En un caso, mientras su nueva piel estaba aún pálida y blanda, sus hileras seguían atascadas en la piel desechada, y la araña giró lentamente durante unos 90 segundos hasta liberarse. A continuación, el cuerpo de la araña se oscureció rápidamente hasta alcanzar la coloración normal y, algún tiempo después, la araña quedó colgada en su postura invertida habitual en la tela.

## Ecología
El área de distribución de P. schultzi va desde Durban (en Sudáfrica) en el sur hasta Malindi (en Kenia) en el norte, y hacia el oeste hasta el Rift de África Oriental, y también en África Occidental y Madagascar.
P. schultzi, junto con una gran variedad de arañas e insectos, se encuentra a menudo en las densas y grandes telarañas del diplurido Ischnothele karschi (de unos 15 milímetros de largo), que son especialmente abundantes en matorrales secundarios parcialmente despejados donde se han talado selvas tropicales, y normalmente a un metro del suelo. Un estudio realizado en una zona sugiere que hay aproximadamente un P. schultzi por cada tres telarañas de I. karschi. P. schultzi también se encuentra en su propia tela y en las de otras arañas, en troncos de árboles y paredes de edificios, y en la hojarasca.

## Taxonomía
P. schultzi es una de las 17 especies del género Portia en junio de 2011. Portia schultzi Karsch, 1878 es sinónimo de Brettus martini Simon, 1900, Linus lesserti Lawrence, 1937 y Linus alboguttatus Lawrence, 1938
Wanless dividió el género Portia en dos grupos de especies: el grupo schultzi, en el que los palpos de los machos tienen una apófisis tibial fija; y el grupo kenti, en el que la apófisis de cada palpo en los machos tiene una articulación separada por una membrana. El grupo schultzi incluye P. schultzi, P. africana, P. fimbriata y P. labiata.
Portia se encuentra en la subfamilia Spartaeinae, que se considera primitiva. La filogenia molecular, una técnica que compara el ADN de los organismos para reconstruir el árbol de la vida, indica que Portia es miembro del clado Spartaeinae, que Spartaeinae es basal (bastante similar a los ancestros de todas las arañas saltadoras), que el pariente más cercano de Portia es el género Spartaeus, y que los siguientes más cercanos son Phaeacius y Holcolaetis.